# États fédérés de Micronésie aux Jeux olympiques d'été de 2000
Vous lisez un « bon article » labellisé en 2017.
La délégation des États fédérés de Micronésie aux Jeux olympiques d'été de 2000 à Sydney en Australie, est constituée de cinq athlètes, concourant dans trois disciplines aux Jeux olympiques d'été de 2000. Il s'agit de leur première apparition à des Jeux olympiques d'été, quatorze ans après leur indépendance. Le comité national olympique des États fédérés de Micronésie a bénéficié de cinq invitations, ses athlètes n'ayant pu se qualifier par leurs performances. Aucun des Micronésiens concourant en athlétisme ou en natation n'a passé le stade des séries. L'haltérophile n'a pas pu terminer son épreuve. La délégation n'a remporté aucune médaille lors de ces jeux.

## Composition de la délégation
Les cinq athlètes participant à ces Jeux, tous invités par le Comité olympique, sont Regina Shotaro et Elias Rodriguez en athlétisme, Manuel Minginfel en haltérophilie, Tracy Ann Route et Welbert Samuel en natation. Ils sont accompagnés de Eliuel Pretrick, président du Comité national olympique des États fédérés de Micronésie et secrétaire du Département de la santé, de l'éducation et des affaires sociales, de Berney Martin, chef de mission, de James Tobin, secrétaire général du Comité national olympique, de Sweeter Daniel, entraîneuse de natation, de Marcellus Akapito, entraîneur d'athlétisme, de Vanston Waguk, entraîneur en haltérophilie. La plus jeune athlète de la délégation est la nageuse Tracy Ann Route, âgée de 15 ans, et le plus vieil athlète, Elias Rodriguez, âgé de 36 ans.

## Cérémonie d'ouverture
La cérémonie d'ouverture se déroule le 15 septembre 2000 au Stadium Australia de Sydney. Manuel Minginfel est le porte-drapeau de la délégation lors du défilé des athlètes,.

## Athlétisme

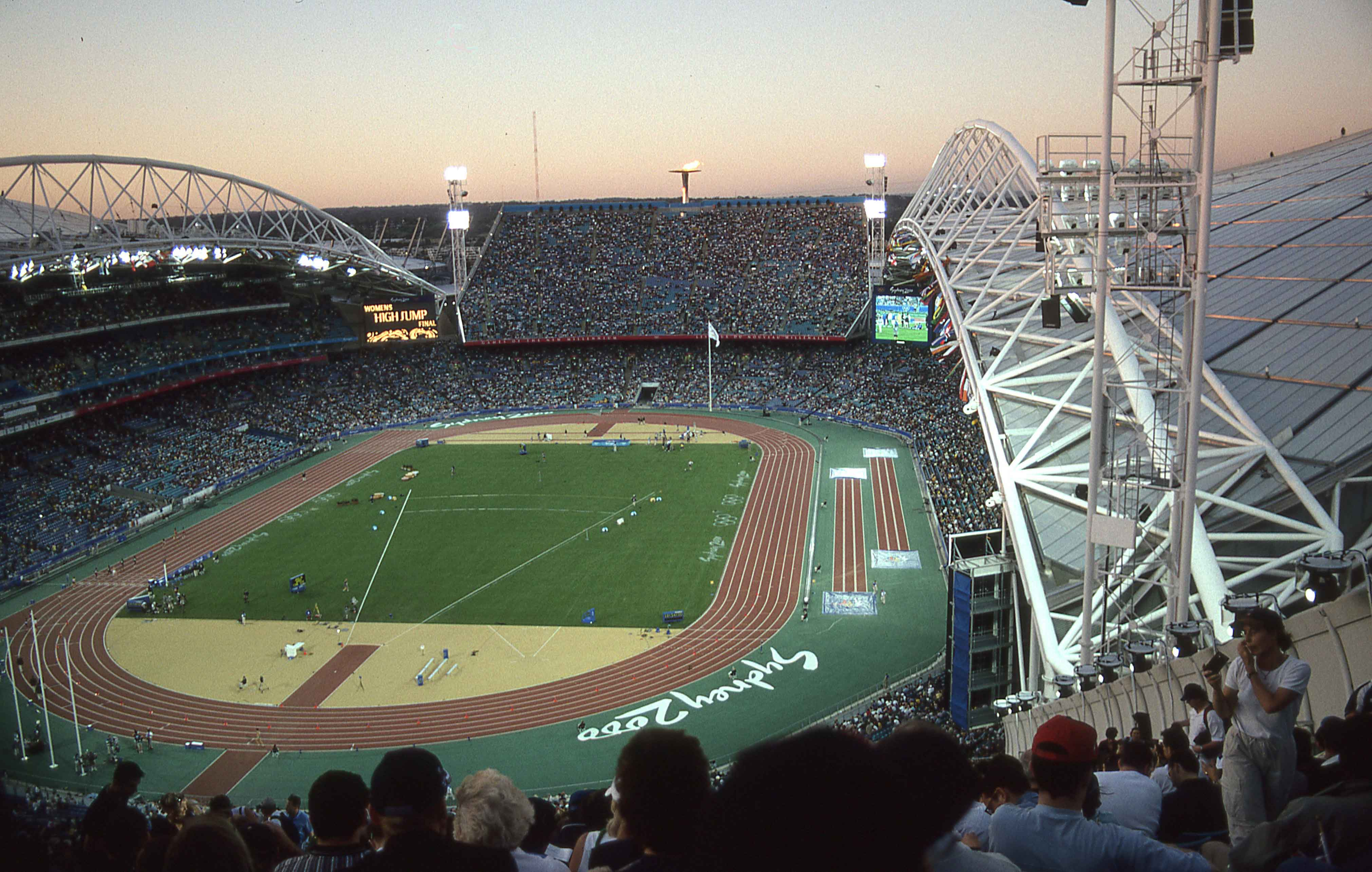
Le Stadium Australia où Shotaro a concouru

### Présentation des athlètes
Regina Shotaro, née le 10 septembre 1981 dans l'État de Chuuk et Elias Rodriguez (ou Elias Rodriques), né le 23 août 1964 dans l'État de Pohnpei, concourent respectivement sur le 100 m féminin et le marathon masculin.
Regina Shotaro participe aux Jeux de la Micronésie de 1998 qui se déroulent début août à Koror à Palaos. Elle termine 5e des finales du 100 m et du 200 m, 4e du relais 4 × 100 m avec l'équipe de l'État de Chuuk mais obtient la 3e place avec le relais du 4 × 400 m. Les athlètes établissent à cette occasion un nouveau record des États fédérés de Micronésie avec un temps de 4 min 33 s 52. À la fin du mois, lors des championnats d'Océanie juniors d'athlétisme à Nuku'alofa aux Tonga, elle est inscrite sur la distance du 100 m mais ne dépasse pas le stade des séries.
Elias Rodriguez est un entraîneur et athlète multi-médaillé avant ces Jeux olympiques. Il est impliqué dans l'athlétisme depuis 1982. Son activité de coach est attestée depuis le milieu des années 1990. Il est ainsi entraîneur de demi-fond lors des Jeux des États fédérés de Micronésie de 1997,. En tant qu'athlète, en 1990, lors des Jeux de la Micronésie à Saipan dans les îles Mariannes du Nord, il obtient quatre médailles d'or sur le 800 m, le 1 500 m, le 5 000 m et le marathon ainsi qu'une médaille d'argent sur le 10 000 m. Il bat lors de cette compétition le record national du 1 500 m en 4 min 19 s 10 mais aussi celui du marathon en 2 h 52 min 29 s selon K. Barns et l'association océanienne d'athlétisme, en 2 h 52 min 59 s selon l'IAAF. Il est sacré meilleur athlète masculin des jeux. L'année suivante, il prend part aux Jeux du Pacifique sud qui se tiennent à Tahiti en Polynésie française. Inscrit sur le 5 000 m, il n'en prend pas le départ, et ne termine pas les épreuves du 10 000 m et du marathon,. En 1994, à l'occasion des Jeux de la Micronésie à Mangilao à Guam, il s'adjuge l'or sur le marathon, le 5 000 m et le 10 000 m où il porte le record national à 35 min 46 s 10, l'argent sur le 800 m et le 1 500 m.

### Résultats
Regina Shotaro participe le 23 septembre à la quatrième série du 100 m. Elle s'y classe 8e avec un temps de 13 s 69 derrière la libanaise Lina Bejjani et ne parvient pas à se qualifier. La série est remportée par la sri-lankaise Susanthika Jayasinghe en 11 s 15 qui se qualifie pour le stade suivant avec ses deux poursuivantes. Marion Jones remporte la finale du 100 m mais est ensuite déclassée pour dopage et le titre n'a pas été réattribué.
Elias Rodriguez est inscrit sur le marathon qui a lieu le 1er octobre et qui débute au North Sydney Oval pour se terminer au Stadium Australia. Le marathonien micronésien est le 81e et dernier athlète classé de l'épreuve avec un temps de 3 h 9 min 14 s. Dix-neuf participants ont abandonné. La course est gagnée par l'Éthiopien Gezahegne Abera en 2 h 10 min 11 s. La cérémonie de clôture des Jeux commence quelques minutes après l'arrivée d'Elias Rodriguez,. Il déclare en 2005 que les Jeux olympiques de Sydney ont été pour lui une bonne expérience et qu'il a passé quelques moments de détente après les Jeux, en levant le pied sur l'entraînement mais en continuant à coacher.
| Regina Shotaro  | 100 m    | 13 s 69         | 8  | Pas qualifiée | Pas qualifiée | Pas qualifiée | Pas qualifiée | Pas qualifiée | Pas qualifiée |
| Elias Rodriguez | Marathon | 3 h 09 min 14 s | 81 |               |               |               |               |               |               |

## Haltérophilie

### Présentation de l'athlète

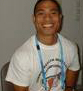
Manuel Minginfel.

Manuel Minginfel est le seul haltérophile des Jeux olympiques d'été de 2000 à concourir sous la bannière des États fédérés de Micronésie. Né le 28 septembre 1978 dans la municipalité de Rumung dans l'archipel des îles Yap, dans l'État de Yap,, son oncle lui fait découvrir l'haltérophilie lorsqu'il a dix ans. Il gagne ses premières médailles dans un championnat en 1997 lors des mini-jeux du Pacifique sud de Pago Pago aux Samoa américaines. Il remporte trois médailles d'argent dans la catégorie des moins de 54 kg, en arrivant second aux épreuves de l'arraché, de l'épaulé jeté et au total combiné. Deux ans plus tard, l'haltérophile micronésien est triple médaillé d'or aux Jeux du Pacifique sud à Santa Rita à Guam dans la catégorie des moins de 54 kg. Il devient la même année champion du Pacifique sud dans la catégorie des moins de 56 kg. Il participe à la fin de l'année 1999 aux 70e championnats du monde d'haltérophilie à Athènes en Grèce. Il s'y classe 21e sur 35 participants avec un poids total de 232,5 kg.

### Résultat
La compétition des moins de 56 kg dans laquelle est inscrit Manuel Minginfel se tient le 16 septembre. Le Micronésien est avec l'Australien Mehmet Yagci, l'un des deux Océaniens parmi les vingt-deux compétiteurs. Déshydraté et diminué par des crampes provoquées par une perte excessive de poids, peut-être relative au décès de son père en mer un mois auparavant,,,, il échoue à trois reprises à 97,5 kg lors de l'épreuve de l'arraché. Il est donc éliminé et ne peut pas passer à l'épreuve de l'épaulé-jeté. Le médaillé d'or turc Halil Mutlu soulève lors de cette compétition un total combiné de 305 kg. Malgré la mort de son père, Manuel Minginfel n'a pas souhaité revenir dans son pays et manquer les Jeux car celui-ci lui avait dit que s'il lui arrivait un jour quelque chose, il devrait continuer dans le sport et ne pas regarder en arrière. Sa mère meurt peu de temps après les Jeux.
| Athlète          | Compétition | Arraché  | Arraché | Épaulé-jeté | Épaulé-jeté | Total | Rang |
| Athlète          | Compétition | Résultat | Rang    | Résultat    | Rang        | Total | Rang |
| ---------------- | ----------- | -------- | ------- | ----------- | ----------- | ----- | ---- |
| Manuel Minginfel | -56 kg      | 97,5 kg  | -       | -           | -           | -     | DNF  |

## Natation

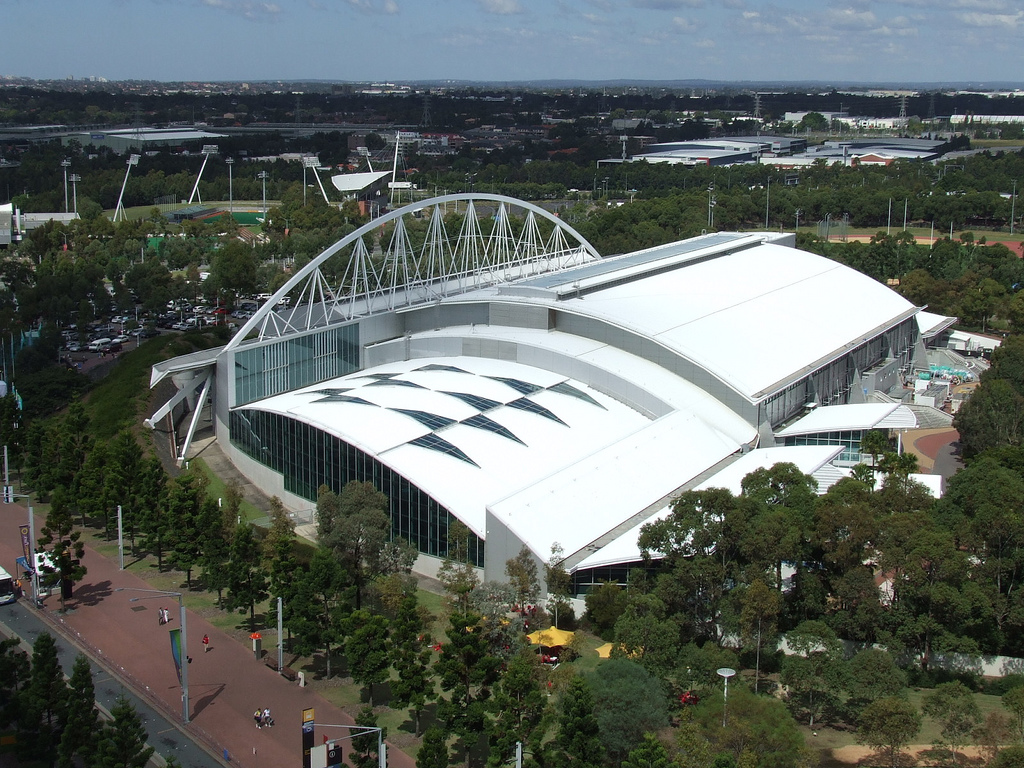
Le Sydney International Aquatic Centre où Route et Samuel ont concouru

### Présentation des athlètes
Deux athlètes sont inscrits en natation : Tracy Ann Route, née le 23 février 1985 dans l'État de Pohnpei, âgée de 15 ans, est la plus jeune athlète de la délégation, et Welbert Samuel, né le 5 janvier 1981 également dans l'État de Pohnpei. Tous deux ont bénéficié d'une invitation, ces athlètes n'ayant pu se qualifier par leurs résultats. L'État de Pohnpei ne possédant pas de piscine, ils nagent dans les rivières de l'île. Quelque temps avant les Jeux, les deux nageurs ont pu s'entraîner à l'Institut du Sport de Darwin en Australie.

### Résultats
Tracy Ann Route concourt le 16 septembre sur 100 m papillon féminin. Son meilleur temps sur cette distance cette année est de 1 min 16 s 23. Elle termine la course en 1 min 13 s 53 et se classe troisième et dernière de sa série. La représentante du Swaziland Lisa de la Motte gagne la série en 1 min 06 s 70 devant la Maltaise Angela Galea en 1 min 07 s 88. Aucune des participantes à cette série n'est qualifiée pour le tour suivant. Tracy Ann Route prend la 49e et dernière place de cette compétition remportée par la néerlandaise Inge de Bruijn en 57 s 6.
Welbert Samuel concourt le 17 septembre sur 100 m dos masculin. Son meilleur temps sur cette distance cette année est de 1 min 10 s. Il termine la course en 1 min 12 s 38 et se classe septième et dernier de sa série derrière le représentant du Koweït Faisal Al-Mahmeed (1 min 5 s 17). Le Moldave Alexandru Ivlev gagne la série en 57 s 91. Aucun des participants à cette série n'est qualifié pour le tour suivant. Welbert Samuel prend la 55e et dernière place de cette compétition gagnée par l'Américain Lenny Krayzelburg en 54 s 38.
| Athlète         | Compétition    | Séries        | Séries | Demi-finales  | Demi-finales  | Finale        | Finale        |
| Athlète         | Compétition    | Temps         | Rang   | Temps         | Rang          | Temps         | Rang          |
| --------------- | -------------- | ------------- | ------ | ------------- | ------------- | ------------- | ------------- |
| Tracy Ann Route | 100 m papillon | 1 min 13 s 53 | 49     | Pas qualifiée | Pas qualifiée | Pas qualifiée | Pas qualifiée |
| Welbert Samuel  | 100 m dos      | 1 min 12 s 38 | 55     | Pas qualifié  | Pas qualifié  | Pas qualifié  | Pas qualifié  |